# Hohenbucko
Hohenbucko és un municipi alemany que pertany a l'estat de Brandenburg. Forma part de l'Amt Schlieben i està compost dels llogarets de Hohenbucko i Proßmarke.